# Giulio Razzi
Giulio Razzi (n. 17 august 1904, Florența, Regatul Italiei – d. 27 februarie 1976, Roma, Italia) a fost un compozitor și dirijor italian.